# میشل مولدر
میشل مولدر (انگلیسی: Michel Mulder؛ زادهٔ ۲۷ فوریهٔ ۱۹۸۶) اسکیت‌باز سرعت اهل هلند است.